# Éditions Michel Brûlé
Pour les articles homonymes, voir Michel Brulé.
Les Éditions Michel Brûlé est une maison d'édition québécoise dirigée par Michel Brûlé. 
L'éditeur Jacques Lanctôt, après avoir quitté VLB éditeur, crée sa propre maison d'édition, Lanctôt éditeur[Quand ?]. Vingt-cinq ans plus tard, en 2005, il vend celle-ci à Michel Brûlé, déjà propriétaire des Éditions des Intouchables, qui la rebaptise à son nom le 12 septembre 2007.
Cette maison est tournée vers la langue et la culture québécoise.